# Admonitio Generalis

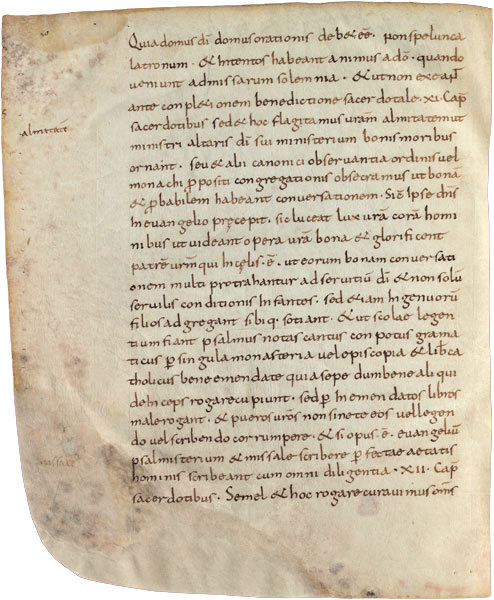
Folio 50 dellAdmonitio generalis del 789.

Admonitio generalis è un capitolare promulgato da Carlo Magno il 23 marzo 789. Esso definisce l'impresa di cristianizzazione promossa da Carlo Magno e prende certe decisioni principali, come la reinstaurazione delle scuole.

## Contenuto
Il capitolare si compone di 82 articoli indirizzati da Carlo Magno a tutti i soggetti quali laici, monaci, preti cristiani e vescovi come admonitio generalis (esortazione generale) da lui studiata con tutti i suoi consiglieri laici e religiosi e nella quale egli prescrive a ciascuno i suoi doveri, in particolare:
- c23. Egli ordina la distruzione di tutti gli alberi, pietre (menhir, pietre miliari, stele gallo-romane) e fontane che siano oggetto di culto pagano. Per non scontentare troppo la popolazione, egli accetta che tali oggetti di culto siano "cristianizzati" dall'aggiunta di una croce o di motivi diversi che illustrino la nuova religione[2].
- c72. Egli raccomanda ai vescovi di attirare a loro non solo i bambini di condizione servile, ma anche i figli degli uomini liberi; di organizzare nelle cattedrali e nei monasteri scuole per insegnare ai bambini a leggere, a cantare, a far di conto e infine di vegliare affinché i salteri, i libri di musica, di aritmetica e di grammatica siano fatti correttamente.
- c80. Egli raccomanda l'uso del canto gregoriano, come era stato stabilito da suo padre, Pipino il Breve.